# Bantas
Bantas is een bestuurslaag in het regentschap Tabanan van de provincie Bali, Indonesië. Bantas telt 3210 inwoners (volkstelling 2010).